# Ādīnān
Ādīnān (persiska: آدینان) är en ort i Iran.   Den ligger i provinsen Kurdistan, i den nordvästra delen av landet, 500 km väster om huvudstaden Teheran. Ādīnān ligger 1 431 meter över havet och antalet invånare är 212.
Terrängen runt Ādīnān är huvudsakligen kuperad, men den allra närmaste omgivningen är platt. Ādīnān ligger nere i en dal.Runt Ādīnān är det ganska glesbefolkat, med 50 invånare per kvadratkilometer. Närmaste större samhälle är Saqqez, 14,5 km väster om Ādīnān. Trakten runt Ādīnān består i huvudsak av gräsmarker.